# Bank Danych Lokalnych
Bank Danych Lokalnych (BDL) – największy w Polsce uporządkowany i udostępniany w Internecie zbiór informacji o sytuacji społeczno-gospodarczej, demograficznej, społecznej oraz stanie środowiska, opisującym województwa, powiaty oraz gminy jako podmioty systemu organizacji społecznej i administracyjnej państwa, a także regiony i podregiony stanowiące elementy nomenklatury jednostek terytorialnych do celów statystycznych.
Bank Danych Lokalnych jest prowadzony i rozwijany przez Główny Urząd Statystyczny.